# Universidad Nacional de Trujillo
La Universidad Nacional de Trujillo (siglas: UNT o UNITRU) es una universidad pública peruana ubicada en la ciudad de Trujillo. Fue fundada el 13 de mayo de 1824 por Simón Bolívar y José Faustino Sánchez Carrión, siendo la cuarta universidad más antigua del país y la primera fundada en la época republicana. Se ubica en la capital de la región La Libertad, ciudad más importante de la región y del norte peruano. En la actualidad cuenta con 45 carreras y se le reconoce como la mejor universidad del norte del Perú.

## Historia

### Reseña histórica

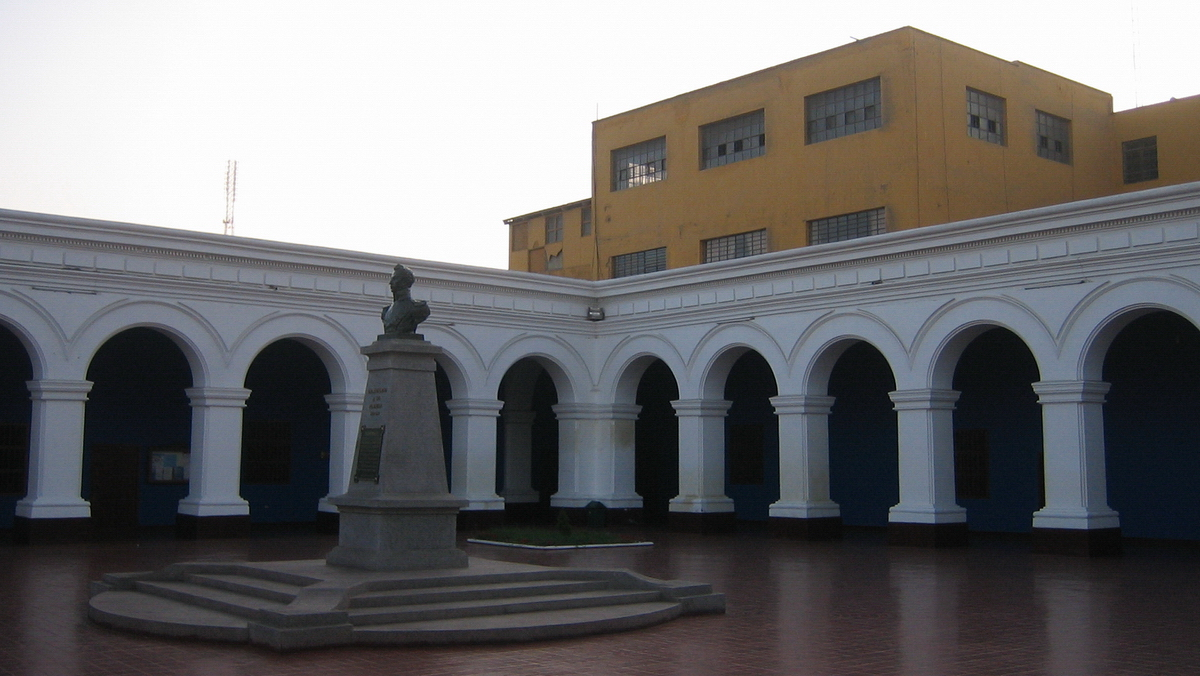
Sede histórica de la Universidad Nacional de Trujillo, en el centro de la ciudad.

La Universidad Nacional de Trujillo fue fundada durante la época republicana por el General Simón Bolívar, quien expidió en su cuartel general de Huamachuco el decreto de fundación el 13 de mayo de 1824, teniendo como secretario a Don José Faustino Sánchez Carrión. El primer rector fue Don Carlos Pedemonte y Talavera cuyo mandato empieza el 22 de octubre de 1831.
El 23 de noviembre de 1831 el supremo Gobierno nombró como patronos de la Universidad a Santo Tomás y Santa Rosa de Lima, Los primeros ambientes donde funcionó la universidad fueron dentro del colegio fundado por obispos El Salvador. Las primeras cátedras ofrecidas fueron Teología Dogmática y Moral, Cánones y Leyes, Anatomía y Medicina, Filosofía y Matemáticas.

Parque de Derecho de la Universidad Nacional de Trujillo, (inferior) y Centro de Idiomas CIDUNT (superior).

Los primeros grados académicos otorgados por la U.N.T. fueron los de Bachiller, Maestro y Doctor en Leyes y Sagrados Cánones. Adopta el sistema de Facultades a partir del año 1861. En 1876 la universidad fue cerrada por un periodo de 18 años, siendo reabierta el 29 de abril de 1894, su rector fue Pedro Martínez de Pinillos. De sus aulas egresaron el vate universal César Vallejo 1916, el primer filósofo político Antenor Orrego 1928, ambos pertenecientes al famoso "Grupo Norte", además de contar con egresados como el escritor Ciro Alegría, el magnate Luis Banchero Rossi, el descubridor del Señor de Sipan Walter Alva, la ex Miss Perú Maju Mantilla, entre otros.
En 1910 se creó la Facultad de Artes Industriales para formar técnicos para la industria del azúcar, refinación de petróleo y la metalurgia, los docentes fundadores fueron los técnicos alemanes venidos a Casagrande para la planta azucarera. En 1930 se convierte en Facultad de Química Industrial; y en 1946 se transforma en Facultad de Ingeniería Química siendo su egresado el ingeniero químico del siglo XX Luis Banchero Rossi 1950, el más destacado.
Para el último cuarto del siglo XX, en 1970, el Ing. Andrés Tinoco Rondán presentó un proyecto para crear ingeniería industrial, ingeniería mecánica e ingeniería de materiales, sobre la base de la demanda que se proyectaba en el Parque Industrial de Trujillo como política de estado del gobierno de Juan Velasco; y en 1985 presenta el proyecto para crear la Maestría en Ingeniería Industrial. El rector Aníbal Espino en 1972 decretó un receso para evitar que los gobiernos tripartitos se instalaran en las universidades. El 23 de julio de 1980 el rectorado declaraba un receso de 10 días por asuntos internos. La universidad superó una crisis interna acontecida en 2004, la cual provocó entonces que el rector Huber Ezequiel Rodríguez Nomura declare un receso a raíz de la lucha de los estudiantes en contra de su gestión por casos de nepotismo, corrupción y otros.
Actualmente se tiene en proyecto crear la Escuela de Ingeniería Política, con aplicación para la planeación, ingeniería y gerencia de los gobiernos municipales, gobiernos regionales y el gobierno nacional, además la Escuela de Ingeniería de Gestión Minera, por su presencia de buen número de sus ingenieros en el sector minero-metalúrgico. La U.N.T. siempre está en la avanzada del nuevo conocimiento en ingeniería, de allí su prestigio y tradición ganados en el desarrollo de la llamada "ingeniería trujillana" tanto en el Perú como en el extranjero.
Últimamente ha sido remodelada intensamente en varias de sus facultades, se han construido nuevos pabellones así como remodelado todos los laboratorios de la Facultad de Ingeniería Química (la más antigua del Norte del Perú) y de la facultad de Ciencias Físicas y Matemáticas, se han creado 3 escuelas académico profesionales como Ingeniería Mecatrónica, Ingeniería Ambiental e Historia, Ha recibido múltiples premios por las investigaciones realizadas además del trabajo que se desarrolla en las Huacas del Sol y de la Luna en convenio con Backus motivo por el cual los Reyes de España decidieron visitarla in situ, Asimismo la universidad ha recibido el premio "Los Mejores del 2006". En el año 2006 la universidad contaba con 15 000 alumnos. Su actual rector es el Dr. Carlos Vásquez Boyer. Además de eso, culminó la construcción de un moderno edificio para el CIDUNT (Centro de Idiomas de la Universidad Nacional de Trujillo) así como el mural más grande de Sudamérica en el perímetro del campus. En la actualidad la Universidad Nacional de Trujillo (2015), ocupa el puesto 13 en el Ranking Universitario del Perú elaborado por Webometrics y el 7 en el Ranking elaborado por la SUNEDU, siendo en ambos casos la 1.ª universidad del norte del país.

## Organización

### Gobierno

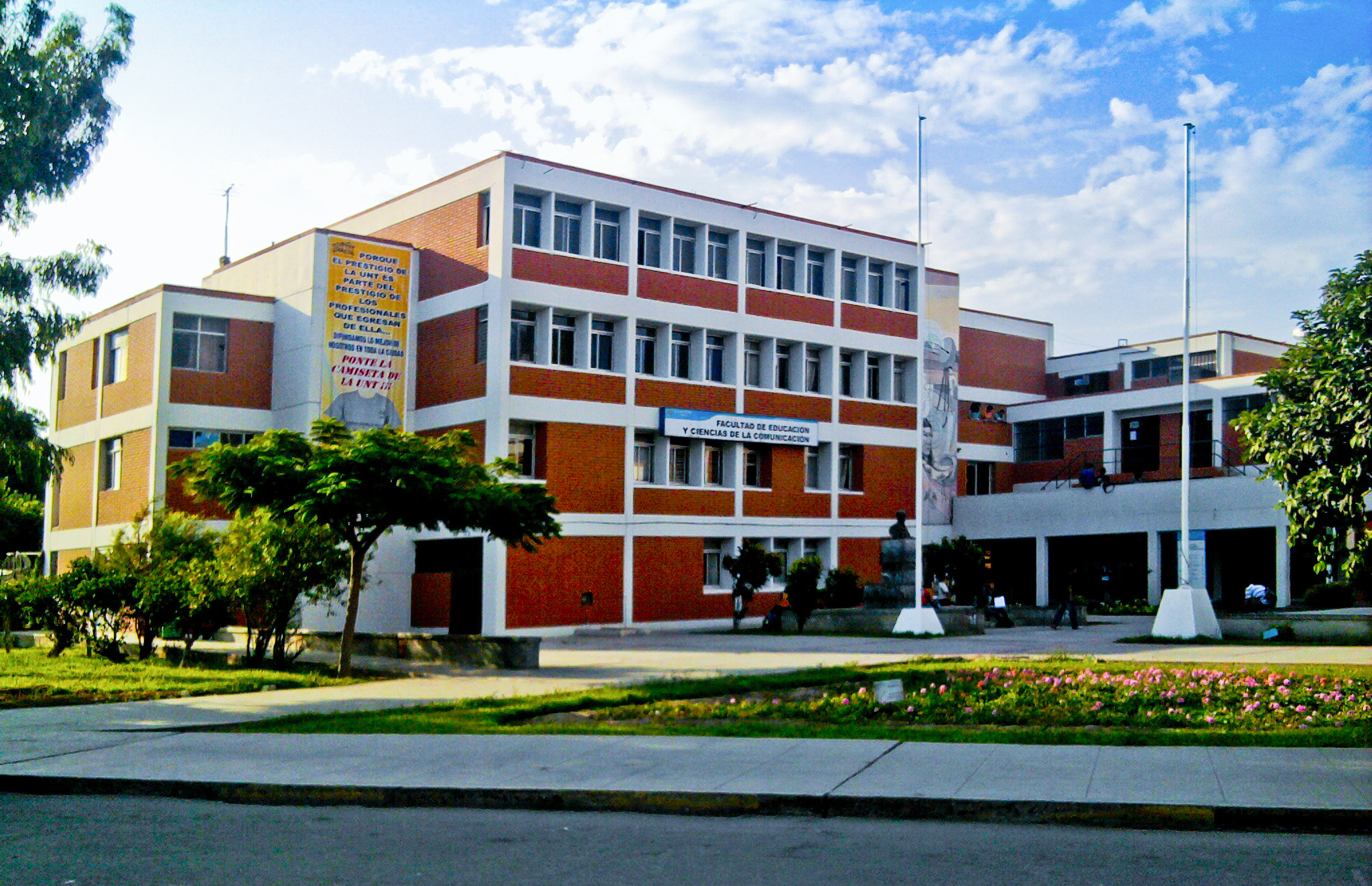
Facultad de Educación y Ciencias de la Comunicación en el campus principal de la Universidad Nacional de Trujillo.

La Universidad Nacional de Trujillo es una comunidad de maestros, alumnos y graduados dedicada a los fines esenciales de una institución universitaria y de investigación. Es autónoma administrativa, económica, normativa, de gobierno y académicamente. La Universidad Nacional de Trujillo está regida por la Ley Universitaria N.º 30220, promulgada en 2014, la que reimplanta el sistema de Facultades, mantiene los Departamentos Académicos y deja en libertad a cada Universidad para que organice y establezca su propio régimen académico, de acuerdo con sus características y necesidades.
- Asamblea Universitaria: Es el mayor órgano de gobierno de la universidad, está integrada por el rector, el vicerrector académico, el vicerrector administrativo, los decanos de las facultades, el director de la escuela de postgrado, los representantes de los Profesores de las diversas Facultades, en número igual al doble de la suma de las autoridades Universitarias de ellos la mitad son Principales, un tercio Asociados y un sexto auxiliares, los representantes de los estudiantes en la proporción de un tercio del número total de los miembros de la Asamblea y un representante de los graduados.
- Consejo Universitario: Es el mayor órgano de promoción y de ejecución de la universidad, está integrado por el rector, los Vicerrectores Académico y Administrativo, los Decanos de las Facultades, el director de la Escuela de Post Grado, los representantes de los estudiantes en la proporción de un tercio del total de miembros del Consejo y por un representante de los Graduados.
- Rectorado: El rector es el representante legal de la UNT. También preside los dos órganos principales de gobierno de la Universidad: la Asamblea Universitaria y el Consejo Universitario. Existen además dos vicerrectores: el académico, el investigativo. Ellos apoyan al rector en el gobierno de la Universidad y en caso de impedimento o vacancia, uno de ellos asume el cargo.
- Centros federados y de estudiantes: Si bien estos no están plenamente considerados dentro del gobierno ejecutivo de la universidad estos son la primera  institución de representación colectiva de los estudiantes. Además de  entes legislativos y de control de las autoridades. Forman parte del control y supervisión interna de la universidad.

### Facultades y escuelas

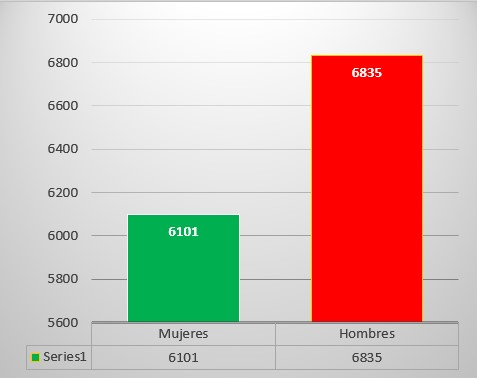
Los datos de la población estudiantil basado en el año 2019

Actualmente la Universidad Nacional de Trujillo cuenta con 13 facultades, 37 escuelas académico-profesionales, una escuela de postgrado, centro de idiomas (CIDUNT), un centro de estudios preuniversitarios (CEPUNT)  y una institución educativa experimental llamada Rafael Narváez Cadenillas. A continuación se da la lista de las facultades y escuelas que componen la UNT:

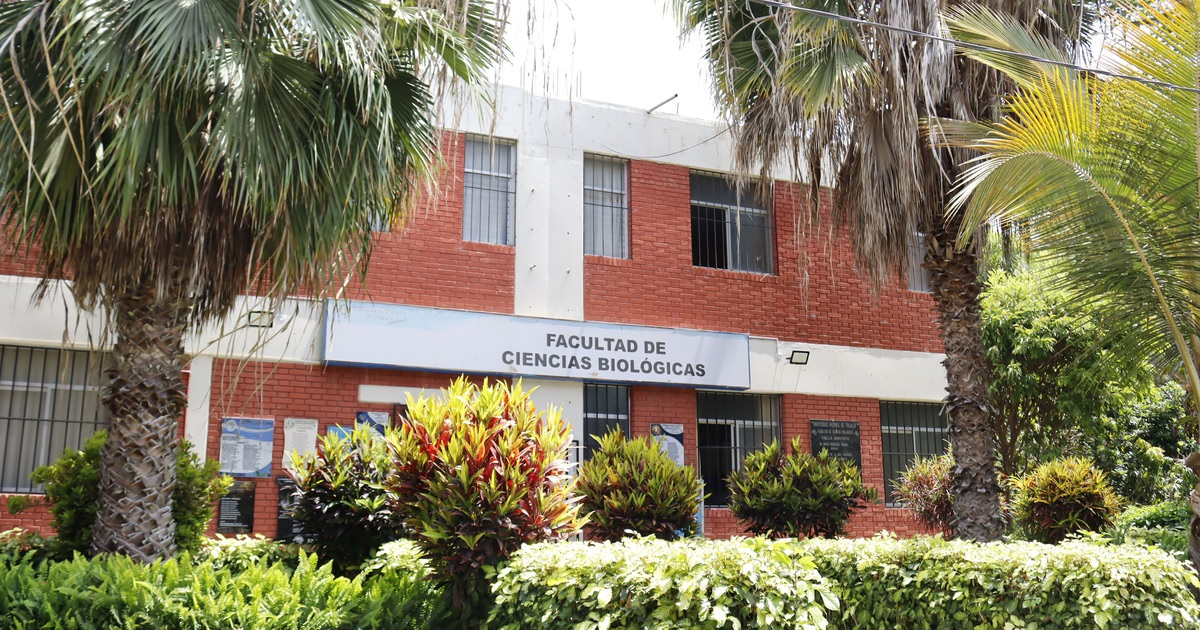
Facultad de Ciencias Biológicas.

Facultad de Medicina de la Universidad Nacional de Trujillo.

Facultad de Derecho de la Universidad Nacional de Trujillo

La cursiva indica que la carrera ha sido acreditada.
| Facultad                                            | Escuelas |
| --------------------------------------------------- | --- |
| Facultad de Ciencias Biológicas                     | - Escuela de Biología - Escuela de Biología Pesquera - Escuela de Microbiología y Paristología |
| Facultad de Farmacia y Bioquímica                   | - Escuela de Farmacia y Bioquímica |
| Facultad de Educación y Ciencias de la Comunicación | - Escuela de Educación Inicial - Escuela de Educación Primaria - Escuela de Educación Secundaria - Escuela de Ciencias de la Comunicación |
| Facultad de Medicina                                | - Escuela de Medicina |
| Facultad de Estomatología                           | - Escuela de Estomatología |
| Facultad de Ciencias Sociales                       | - Escuela de Antropología - Escuela de Arqueología - Escuela de Trabajo Social - Escuela de Turismo - Escuela de Historia |
| Facultad de Ciencias Físicas y Matemáticas          | - Escuela de Estadística - Escuela de Física - Escuela de Matemáticas - Escuela de Ingeniería Informática |
| Facultad de Ciencias Económicas                     | - Escuela de Administración - Escuela de Contabilidad - Escuela de Economía |
| Facultad de Derecho y Ciencias Políticas            | - Escuela de Derecho - Escuela de Ciencia política y Gobernabilidad |
| Facultad de Ingeniería                              | - Escuela de Ingeniería Industrial - Escuela de Ingeniería Mecánica - Escuela de Ingeniería Metalúrgica - Escuela de Ingeniería de Materiales - Escuela de Ingeniería de Sistemas - Escuela de Ingeniería Minas - Escuela de Ingeniería Mecatrónica - Escuela de Ingeniería Civil - Escuela de Arquitectura |
| Facultad de Ingeniería Química                      | - Escuela de Ingeniería Química - Escuela de Ingeniería Ambiental |
| Facultad de Enfermería                              | - Escuela de Enfermería |
| Facultad de Ciencias Agropecuarias                  | - Escuela de Ingeniería Agroindustrial - Escuela de Ingeniería Agrícola - Escuela de Ingeniería Agrónoma - Escuela de Ingeniería Zootecnista |

## Centro de Estudios Universitarios de la Universidad Nacional de Trujillo "CEPUNT"
El Centro de Idiomas de la Universidad Nacional de Trujillo (CIDUNT) es una unidad académica dependiente de la Universidad Nacional de Trujillo (UNT), ubicada en el campus de la Ciudad Universitaria en Urb. San Andrés, Trujillo, La Libertad, Perú. CIDUNT también mantiene oficinas administrativas en el local central de la UNT, en Jr. Diego de Almagro N.º 344 y Jr. Independencia N.º 389  .
Fundado aproximadamente en 1995, hace más de 29 años, CIDUNT tiene como misión ofrecer enseñanza de idiomas dirigida tanto a la comunidad universitaria como al público en general  . A lo largo de su trayectoria, ha incorporado progresivamente nuevos idiomas y niveles de formación.
El centro imparte cursos en una variedad de idiomas que incluyen inglés, alemán, francés, italiano, portugués, japonés, coreano y quechua. Las clases están organizadas en niveles básico, intermedio y avanzado, según estándares internacionales de competencia lingüística . Además, cuenta con un programa específico denominado CIDUNT Kids & Teens, dirigido a niños y adolescentes con horarios adaptados a sus necesidades pedagógicas  

## Centro de Idiomas de la Universidad Nacional de Trujillo "CIDUNT"
El Centro de Estudios Preuniversitarios de la Universidad Nacional de Trujillo (CEPUNT) es una unidad académica de la Universidad Nacional de Trujillo (UNT), ubicada en el campus universitario de la ciudad de Trujillo, en la región La Libertad, Perú. Su sede principal se encuentra dentro del local central de la UNT, en la urbanización San Andrés. 
CEPUNT fue creado con el objetivo de ofrecer una preparación académica dirigida a los postulantes que desean acceder a las carreras profesionales de la Universidad Nacional de Trujillo. El centro estructura sus cursos según tres áreas principales: Ciencias, Ciencias de la Salud y Ciencias Sociales y Humanidades, de acuerdo con las carreras que ofrece la universidad. 

## Centro Educativo Experimental "Rafael Narváez Cadenillas"
El Centro Educativo Experimental “Rafael Narváez Cadenillas” (CEE RNC) es una institución educativa pública vinculada a la Universidad Nacional de Trujillo (UNT). Se ubica en el campus de la Ciudad Universitaria de Trujillo, región La Libertad, Perú, con un local adicional en Jr. Diego de Almagro N.° 344 y Jr. Independencia N.° 389, en el centro histórico de la ciudad. 
El centro fue creado con la finalidad de atender a estudiantes de los niveles de educación inicial, primaria y secundaria, como parte de las actividades de extensión educativa de la Facultad de Educación y Ciencias de la Comunicación de la UNT. Su funcionamiento permite además el desarrollo de prácticas profesionales para los estudiantes de pedagogía y carreras afines de la universidad.
Desde su establecimiento, el CEE RNC ha mantenido una organización administrativa supervisada por la UNT, y su personal docente está conformado por profesionales nombrados y contratados, algunos de ellos vinculados directamente a la universidad. El centro cuenta con un reglamento interno y estructura organizativa aprobada por resoluciones universitarias. 
El proceso de admisión al centro se realiza mediante convocatorias periódicas anunciadas por la UNT. La inscripción está dirigida a niños y adolescentes en edad escolar, y en algunos casos se han establecido procesos de selección interna en función de la demanda y capacidad instalada.

## Admisión
Existen varias modalidades de ingreso a la UNT (excelencia, ordinario, quinto de secundaria, vía CEPUNT, etc.), pero también el presente rector Carlos Vásquez Boyer repite constantemente que se debería instaurar el ingreso libre a las universidades.
Los presentes son algunos de los modos de ingresar a la UNT
Examen Ordinario
Es la modalidad más común de ingreso a esta casa de estudios, con más de 11 000 postulantes para las carreras del grupo A, B, C y D para las más de aproximadamente 600 vacantes que oferta la Universidad Nacional de Trujillo. El Examen de Admisión cuenta con 100 preguntas, variando en proporción según la carrera a la que se postula, divididos en tres areas. A (Ciencias de la Vida y la Salud),  B (Ciencias Fundamentales) y C,D los cursos que se pueden destacar en esta prueba son:
- Matemáticas
- Comunicología
- Análisis del discurso
- Química
- Biología
- Física
- Literatura
- Historia
- Economía
- Geografía
- Cívica
- Filosofía
- Desarrollo personal
- Inglés
- Lógica

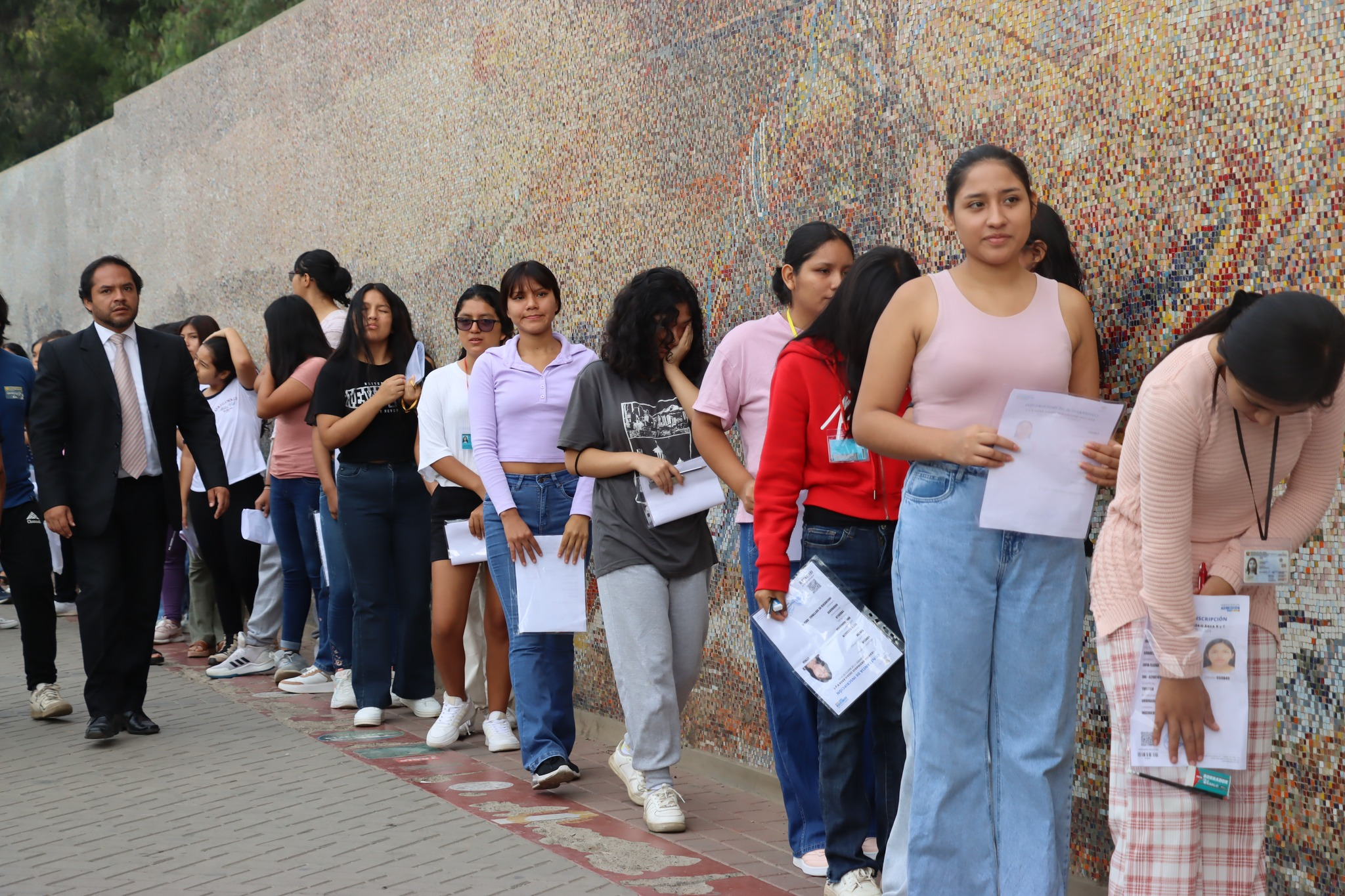
Larga Fila previo ingreso al examen de Admisión Area A de la UNT

El Examen Ordinario se realiza todos los años en los meses de marzo y septiembre.
Premios de Excelencia
Modalidad en la cual solo pueden participar los estudiantes que han alcanzado los primeros y segundos puestos de su promoción de la educación básica secundaria, o los que hayan pertenecido al COAR, dicho documento debe estar legalizado por el colegio y la UGEL de la localidad de procedencia para su participación.
Los cursos a tomar son los mismos que los del Grupo del Examen Ordinario. Las vacantes para esta modalidad pueden variar según lo indique el Consejo Universitario.
Vía CEPUNT

Centro de Estudios Preuniversitarios de la UNT (CEPUNT)

Consta de dos exámenes sumativos con diferente peso donde el máximo puntaje es 400. Comparte las asignaturas preguntadas del examen ordinario. Se realizan dos ciclos con acceso a vacantes durante el año y uno vacacional en verano.

## Campus
A lo largo de la historia de la universidad la UNT tuvo consigo varios campus en donde acentuarse y diversas sedes universitarias, siendo la última en cerrarse la filial en Otuzco, porque según el entonces rector del 2017 Orlando Gonzáles Nieve, no cumplía con las condiciones básicas de calidad exigida por la reforma universitaria y la SUNEDU.

### Sede Trujillo
Siendo la principal y más grande de todas, actualmente se encuentra en la Av. Juan Pablo II s/n abarcando una gran extensión en parte donada por los terrenos que tenía del fundo San Andrés el filántropo Vicente Gonzales. En esta se dictan todas las carreras excepto Medicina Humana y Biología Pesquera, en las 13 facultades y 45 escuelas profesionales. Además de estar presente el Centro De Estudios Preuniversitarios de la Universidad Nacional de Trujillo (CEPUNT) y el Centro Educativo Experimental RAFAEL NARVÁEZ CADENILLAS.

### Sede Huamachuco
Ubicado en la plaza de armas de la ciudad del mismo nombre. Fue a su vez el lugar en donde Sánchez Carrión vivía. Cuenta con las siguientes escuelas:
- Escuela académico profesional de Administración.
- Escuela académico profesional de Enfermería.
- Escuela académico profesional de Ingeniería Agroindustrial.
- Escuela académico profesional de Ingeniería de Minas.

### Sede Jequetepeque
Queda en Guadalupe Av. San Martin 344 - Guadalupe. Además de ser la segunda más grande presenta entonces las siguientes facultades.
- Facultad de enfermería
  - Escuela de enfermería
- Facultad de ciencias agropecuarias
  - Escuela de Ing. Agroindustrial
  - Escuela de Agronomía
- Facultad de ingeniería
  - Escuela de Ing. Industrial
  - Escuela de Ing. Mecánica
  - Escuela de Ing. de Sistemas
- Facultad de CC. Física y Matemáticas
  - Escuela de Informática
- Facultad de Ciencias sociales
  - Escuela de Trabajo Social
- Facultad de Ciencias económicas
  - Escuela de Administración
  - Escuela de Contabilidad y Finanzas

### Sede Santiago de Chuco[14]
Ubicada en la ciudad homónima. Cuenta con dos facultades
- Facultad de Ciencias agropecuarias
  - Escuela de Agronomía
- Facultad de Ingeniería Química
  - Escuela de Ing. Ambiental

### Sede Otuzco (cerrada)
La sede de la Universidad Nacional de Trujillo (UNT) en Otuzco enfrentó problemas que llevaron a su cierre temporal. La causa principal fue que la sede no cumplía con los estándares de licenciamiento exigidos por Sunedu.

## Proceso de la reforma universitaria ley 30220
Aprobada en el congreso y publicada en el diario oficial El Peruano, la SUNEDU ofrecía un impulso en la consolidación de una educación de calidad en las universidades a lo largo de la nación. Este proceso tuvo escollos a nivel nacional con los diversos rectores y decanos debido a que "amenazaban su autonomía", debido a las nuevas formas y  modos de operar de las universidades algunos decanos de esta casa de estudio fueron acusados por usurpación de funciones. Lo que provocó una crisis momentánea al momento de iniciar la reforma.
Superado la etapa de duelo la universidad logró el licenciamiento otorgado por el ente regulador, mejoró su calidad según el informe de la misma.

## Investigación
Gestionado por el Vicerrectorado de Investigación

## Cultura y patrimonio
Consta de locales de la época colonial en Trujillo y maneja proyectos de carácter arqueológico.
- Museo de Zoología
- Museo de Arqueología, Antropología e Historia

## Deportes
Tiene un equipo de futbol que entrena con sus universitarios además de realizar torneos entre facultades. Además de contar con un gimnasio.

## Rankings académicos
En los últimos años se ha generalizado el uso de rankings universitarios internacionales para evaluar el desempeño de las universidades a nivel nacional y mundial; siendo estos rankings clasificaciones académicas que ubican a las instituciones de acuerdo a una metodología científica de tipo bibliométrica que incluye criterios objetivos medibles y reproducibles, tomando en cuenta por ejemplo: la reputación académica, la reputación de empleabilidad para los egresantes, la citas de investigación a sus repositorios y su impacto en la web. Del total de 92 universidades licenciadas en el Perú, la Universidad Nacional de Trujillo se ha ubicado regularmente dentro de los veinte primeros lugares a nivel nacional en determinados rankings universitarios internacionales.

## Miscelánea y cultura popular
- En noviembre de año 2005. la U.N.T. recibió el IV Premio Internacional Reina Sofía de España de Conservación y Restauración del Patrimonio Cultural por la labor desempeñada en el proyecto arqueológico Huaca de la Luna
- Su Facultad de Medicina es considerada la mejor del norte del Perú y está acreditada por 5 años por la S.I.N.E.A.C.E.
- La escuela de Ingeniería Ambiental alcanzó la acreditación del S.I.N.E.A.C.E. por un periodo de 5 años, como una de las mejores en su campo.
- De la misma manera, la Facultad de Derecho y Ciencias Políticas, está considerada como la mejor del Norte y una de las mejores del país.
- Además de eso, su carrera profesional de Microbiología y Parasitología, ha recibido varios premios por su excelencia académica[24] y por la acreditación de 3 años del S.I.N.E.A.C.E.[25]
- La Universidad cuenta con múltiples convenios internacionales con Universidades de todo el mundo.
- En las paredes del perímetro del campus universitario se encuentra el mural hecho de pequeños mosaicos más grande del mundo, dicho mural tiene aproximadamente un kilómetro de longitud y fue dirigido por Rafael Hastings un artista peruano actualmente reconocido internacionalmente, en el mural se muestra la riqueza arqueológica, cultural y los recursos naturales del pueblo peruano a través de sus generaciones.
- La universidad cuenta con uno de los campus universitarios más grandes del país, en el cual además de encontrarse los edificios de las facultades se encuentran también los laboratorios, múltiples anfiteatros, cafeterías, múltiples bibliotecas, centros de investigación, etc.
- Tanto el rectorado como la escuela de pesquería y la Facultad de Medicina cuentan con locales propios fuera del campus universitario.
- La universidad cuenta con un museo de Arqueología y Antropología en el centro de la ciudad de Trujillo.
- La UNT ha sido considerada por diferentes entidades como la mejor Universidad Nacional de norte del Perú, recibiendo el premio "Los Mejores del 2006".